# Колосална лигња
Колосална лигња (енгл. Colossal squid) је врста лигње за коју се верује да је највећа врсте лигње у смислу масе. То је једини познати припадник рода Mesonychoteuthis. Познато је само неколико примерака ове врсте а по садашњим проценама досежу дужину од 12-14 метара. На основу анализе примерака, ова врста је вероватно највећи познати бескичмењак.
За разлику од гигантске лигње, чији су удови опремљени са само неколико малих зуба, удови колосалне лигње су опремљени оштрим кукицама. За клосалне лигње се верује да су дуже и осетљивије него џиновске лигње. Ова лигња има највеће очи у целом животињском царству (један примерак је имао очи од 27 центиметара). У јануару 2014. године уловљен је један огроман примерак ове лигње. Гигантску лигњу тешку 350 килограма тада су замрзли на осам месеци у музеју у Велингтону, а до лабораторије су је морали пренети уз помоћ виљушкара. Научници су утврдили да је реч о женској лигњи са три срца, краковима дугим 3,3 метра, очима пречника 35 центиметара, те да је носила неколико јајашаца. То су утврдили када су у септембру 2014. године обавили обдукцију исте лигње. Сецирање је трајало више од три и по сата, а уживо се преносило преко Јутјуба.